# It’s a Blues Thing
It’s a Blues Thing – nagrany na żywo album amerykańskiego muzyka Raya Charlesa, wydany w 1995 roku.
W nagrywaniu płyty udział wzięła Esther Phillips.

## Lista utworów
1. „Eleanor Rigby”
2. „Let’s Go Get Stoned”
3. „Cryin’ Time” / „You Are My Sunshine”
4. „Monologue” / „You Must Be Crazy” / „Long John Blues” / „Blues Interlude” / „Jelly Jelly Jelly”
5. „The Girl I Used to Know”
6. „Ode to Billy Jo”
7. „I Won’t Leave 'Til I Get What I Come For”